# 山内太地
山内 太地（やまうち たいじ、1978年1月10日 - ）は、日本のライター、大学研究家、教育ジャーナリスト、学校経営コンサルタント。主に日本の大学の研究を専門とし、大学についての記事を手がける。

## 経歴
岐阜県中津川市出身。岐阜県立中津高等学校、東洋大学社会学部社会学科卒業。東洋大学在学中にマスプロ教育に疑問を持ち、他大学に関心を持つようになる。初めて行った他大学は学習院大学で、以後国内外の大学のキャンパスを訪問している。2009年10月21日に沖縄キリスト教学院大学を訪問し、日本国内の4年制大学773校をすべて訪問した。
学生時代には、松本哉の思想に感銘を受け、法政の貧乏くささを守る会と連携した「東洋の貧乏くささを守る会」を結成、「全日本貧乏学生総連合」へ加盟するとともに大学内で鍋闘争などを実行した。また、同会の活動とともに1999年4月には「東洋大学における噂の真相」をモチーフにした『駄々』を創刊、山内自身の大学探訪記を連載するほか、吹奏楽系サークルのゴシップ記事を掲載するなどして、大学内の話題となる。『駄々』における山内の活動として特筆すべきは、当時東洋大学に存在していた学生新聞および学生雑誌に対する批判記事である。大学内に波紋を呼んだこの連載記事によって、学生新聞と学生雑誌は編集部員の減少を招き、結果として廃刊に追い込まれることとなった。
大学をメインの題材として執筆しているライター石渡嶺司とは親交が深く、同じ大学（東洋大学）、同じ学部（社会学部）、同じサークル（鉄道研究会）の先輩・後輩の間柄だった。

## 研究内容と評価
山内の大学研究は、基本的に大学キャンパスを訪問して建物や学食などを外部から眺めて評価をするというスタイルである。また、取材インタビューについても学長や理事長、広報担当部局への聞き取りインタビューとなっている。そのため、大学内部まで入り込んで教職員の声を集めて真相を追究する、あるいは学生に対して徹底した調査を行って現状を分析するといった研究は少ない。また、著書やブログ、Twitterの投稿内容が不正確あるいは思い込みや印象論が多いと大学教員から指摘されることもある。
Twitterにおいてこうした点を指摘した大学教員に対して、山内が、やり取りしたツイートを消去・ブロックしたケースもある。
また、『下流大学に入ろう』という書籍を執筆しているが、他方でいわゆるブランド大学を重視する傾向があると小規模大学からは不満の声も上がっている。

## 主張
2013年10月頃に現行の大学入試センター試験が廃止され、その代わりに「達成度テスト」の導入が検討されているという報道に関して、山内は「一発勝負ではなくなるという点では受験生側にメリットがある」と評価すると同時に、「教育現場の負担は重くなり、受験戦争がさらに加熱するおそれがあることから、現行制度を大きく変える必要があるとは思えない」と否定的な見解の意見を述べた。

## 著書

### 単著
- 『真実の大学案内』（東京図書出版会）2000年 ISBN 4434001647
- 『下流大学に入ろう!』（光文社・光文社ペーパーバックス）2008年 ISBN 4334934536
- 『こんな大学で学びたい! - 日本全国773校探訪記』（新潮社）2010年 ISBN 4103236310
- 『22歳負け組の恐怖』（中経出版）2012年 ISBN 4806143235
- 『東大秋入学の衝撃』（中継出版）2012年
- 『大学のウソ　偏差値60以上の大学はいらない』（KADOKAWA・角川oneテーマ21）2013年
- 『就活下克上　なぜ彼らは三流大学から一流企業に入れたのか』（幻冬舎・幻冬舎新書）2014年

### 共著
- 『時間と学費をムダにしない大学選び2009年度版』〔石渡嶺司との共著〕（光文社）2008年 ISBN 4334934374

- 『時間と学費をムダにしない大学選び2011』〔石渡嶺司との共著〕（光文社）2010年 ISBN 4334976107
- 『時間と学費をムダにしない大学選び2012』〔石渡嶺司との共著〕（光文社）2011年 ISBN 4334976441
- 『危ない大学』〔海老原嗣生・倉部史記・諸星裕との共著〕（洋泉社・新書y）2012年 ISBN 4862489893
- 『アホ大学のバカ学生 グローバル人材と就活迷子のあいだ』〔石渡嶺司との共著〕（光文社・光文社新書）2012年 ISBN 4334036643
- 『一番新しく、どこよりも辛口! - 最辛大学ガイド 2013』〔石渡嶺司との共著〕（中央公論新社）2012年 ISBN 4120043703
- 『時間と学費を無駄にしない大学選び 最辛大学ガイド2014』〔石渡嶺司との共著〕（中央公論新社）2013年
- 『時間と学費をムダにしない大学選び 最辛大学ガイド2015』〔石渡嶺司との共著〕（中央公論新社）2014年
- 『時間と学費をムダにしない大学選び 最辛大学ガイド2016』〔石渡嶺司との共著〕（中央公論新社）2015年
- 『高大接続改革―変わる入試と教育システム』〔本間正人との共著〕（筑摩書房・ちくま新書）2016年

### 監修
- 『DVD大学選びのポイント 基本編』〔石渡嶺司と共同監修〕（日本経済新聞出版社）2011年 ISBN 4532487242
- 『DVD大学選びのポイント Q&A編』〔石渡嶺司と共同監修〕（日本経済新聞出版社）2011年 ISBN 4532487250
- 『大学生図鑑 2012 〜人気イラストレーター・漫画家が描く有名大学60校!〜』（晋遊舎・晋遊舎ムック）2011年 ISBN 4863912528